# Boule de sorcière
| - Boule de sorcière suspendue à un sorbier en Écosse |

Une boule de sorcière, également appelée witch ball voire watch ball, est une sphère en verre, creuse, de diamètre pouvant aller jusqu'à 18 cm. Fabriquées en plusieurs coloris, avec une prédominance du vert et du bleu, ces objets traditionnels étaient souvent suspendus à un arbre ou à une fenêtre et avaient pour objet de protéger la maison contre des esprits maléfiques, les conjurations des sorcières et le malheur en général.

## Origines
| - Boules de verre des pécheurs |

On trouve des références aux witch balls à partir du XVIIIe siècle, mais leur origine est sans doute plus ancienne. En Angleterre, le Nailsea Glassworks (en), près de Bristol, en était un fabricant important entre 1788 et 1878, mais elles étaient aussi produites ailleurs dans le Royaume-Uni. À partir du XIXe siècle une production importante était faite aux États-Unis en Nouvelle-Angleterre. Cette production continue aujourd'hui.
- Une hypothèse pour expliquer l'origine du nom fait le rapport entre les boules de verre utilisées par des pêcheurs pour faire flotter leurs filets et l'ordalie par l'eau froide (ou aqua frigida).

À la fin du XVIIe siècle en Angleterre, une femme soupçonnée d'être une sorcière était ligotée, puis plongée dans une eau froide bénite (souvent une rivière) ; si elle coulait et se noyait, elle était « reçue » par l'eau bénite et donc innocente ; si le corps flottait cela prouvait sa culpabilité et elle était pendue (Witchcraft Acts). Les boules de verre des pêcheurs, ligotées dans un filet, flottent comme une sorcière, d'où leur nom.
Malheureusement cette hypothèse n'est pas tenable. Elle implique que les boules de verre des pêcheurs aient été inventées et nommées witch balls avant l'utilisation des boules de verre dans les foyers. Historiquement, les boules de verre des pêcheurs (Glass float (en)) furent inventées et utilisées en Norvège, seulement à partir de 1840. Si, parfois, ces flotteurs sont appelés witch balls, c'est à cause de leurs couleurs (bleu ou vert) et leur ressemblance aux watch balls.
- Une deuxième hypothèse est que le nom witch ball est une modification du terme anglais du XVIIIe siècle : watch ball.

Le mot watch peut être interprété en deux sens :
- regarder dans une boule réfléchissante pour voir des belles couleurs et formes ou une vue panoramique, comme dans un miroir convexe ;
- monter la garde pour protéger le foyer, comme dans watch-tower = tour de garde.

Cette dernière hypothèse est la plus vraisemblable.
Dans tous les cas, dans la superstition populaire, les boules de sorcières n'étaient pas utilisées par des sorcières, comme une boule de cristal à des fins divinatoires, mais par le peuple pour se protéger contre les sorcières. C'est un exemple de la magie apotropaïque.
L'Oxford Dictionary of English Folklore affirme que leur objet était le suivant :
- Utiliser les couleurs vives attire et neutralise le mauvais œil d'une sorcière de passage, soit en réfléchissant son reflet vers elle, soit en la prenant au piège en l'enfermant à l'intérieur de la boule[4].
- Au XVIIe siècle, faire pendre une sorcière était censé d'éliminer les esprits néfastes de sa présence dans un village et le fait de suspendre une boule de sorcière, avec peut-être l'esprit d'une sorcière piégé à l'intérieur, était censé protéger un foyer[5].
- Une autre superstition concernant les watch balls en forme de miroir sphérique (voir également l'article de M.V. Berry[6] pour une analyse mathématique.) suspendue dans une pièce de la maison, est qu'elles empêchent une sorcière d'entrer dans la pièce, car la totalité de la pièce était visible dans le miroir et une sorcière ne pouvait pas supporter de voir son reflet dans un miroir[5].

Une watch ball avait un petit trou qui donnait la possibilité d'insérer un crochet et de la suspendre avec une ficelle. Les plus anciennes boules avaient un court col fermé par un bouchon. Elles étaient suspendues devant la fenêtre orientale de la maison.
Au XVIIIe siècle, les watch balls étaient souvent remplies d'eau bénite ou de sel. Les boules contenant du sel étaient suspendues dans la cheminée, pour garder le sel sec. Le sel était un bien précieux et casser une boule était supposé porter malheur au foyer.
La loi Witchcraft Act 1735 (en), promulguée par le Parlement du Royaume-Uni en 1735, pénalise et rend passible d’un an de prison le fait d'affirmer qu'un être humain a des pouvoirs magiques ou est coupable de pratiquer la sorcellerie. Cette loi marqua la fin de la chasse aux sorcières.
Cependant, une loi ne suffit pas à éliminer des croyances superstitieuses et les watch balls continuèrent d'être utilisées, d'abord contre les « mauvais esprits », puis, au XIXe siècle, elles se sont transformées en objets de décoration.

## Objet de décoration
Les watch balls étaient très populaires aux États-Unis parmi les colons de la Nouvelle-Angleterre du XVIIIe siècle et leur production au XIXe siècle comme objet de décoration intérieure était très importante.
Il est probable que les watch balls argentées, à partir du milieu du XIXe siècle, étaient suspendues pour leurs qualités de miroir convexe. D'autres, plus larges et plus opaques se trouvent souvent suspendues dans les jardins.

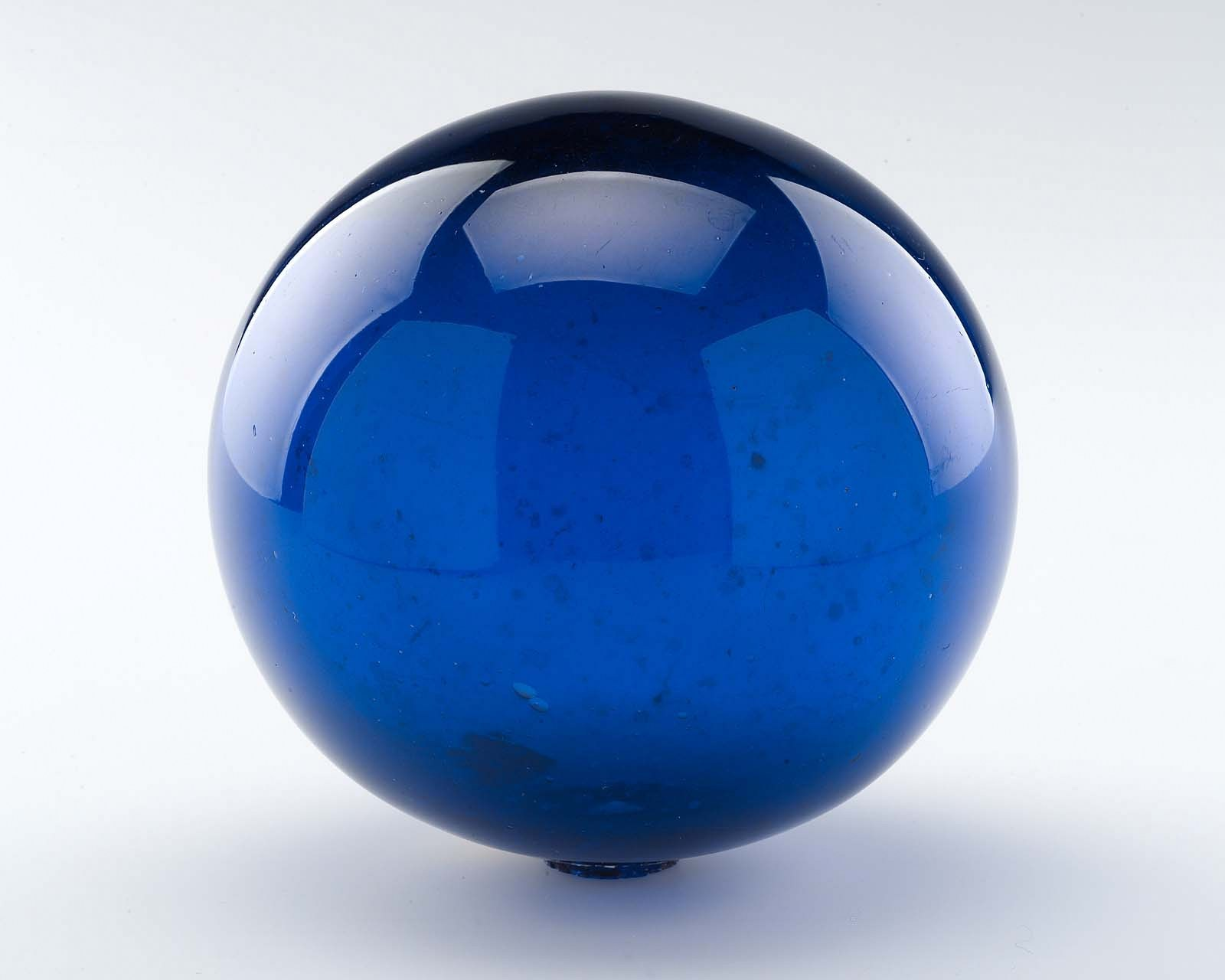
Angleterre, c. 1800.
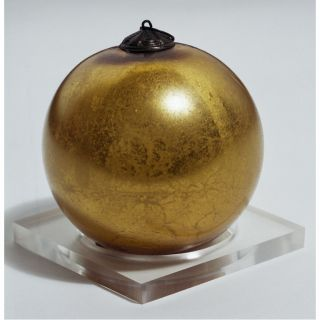
Angleterre, 19e siècle.
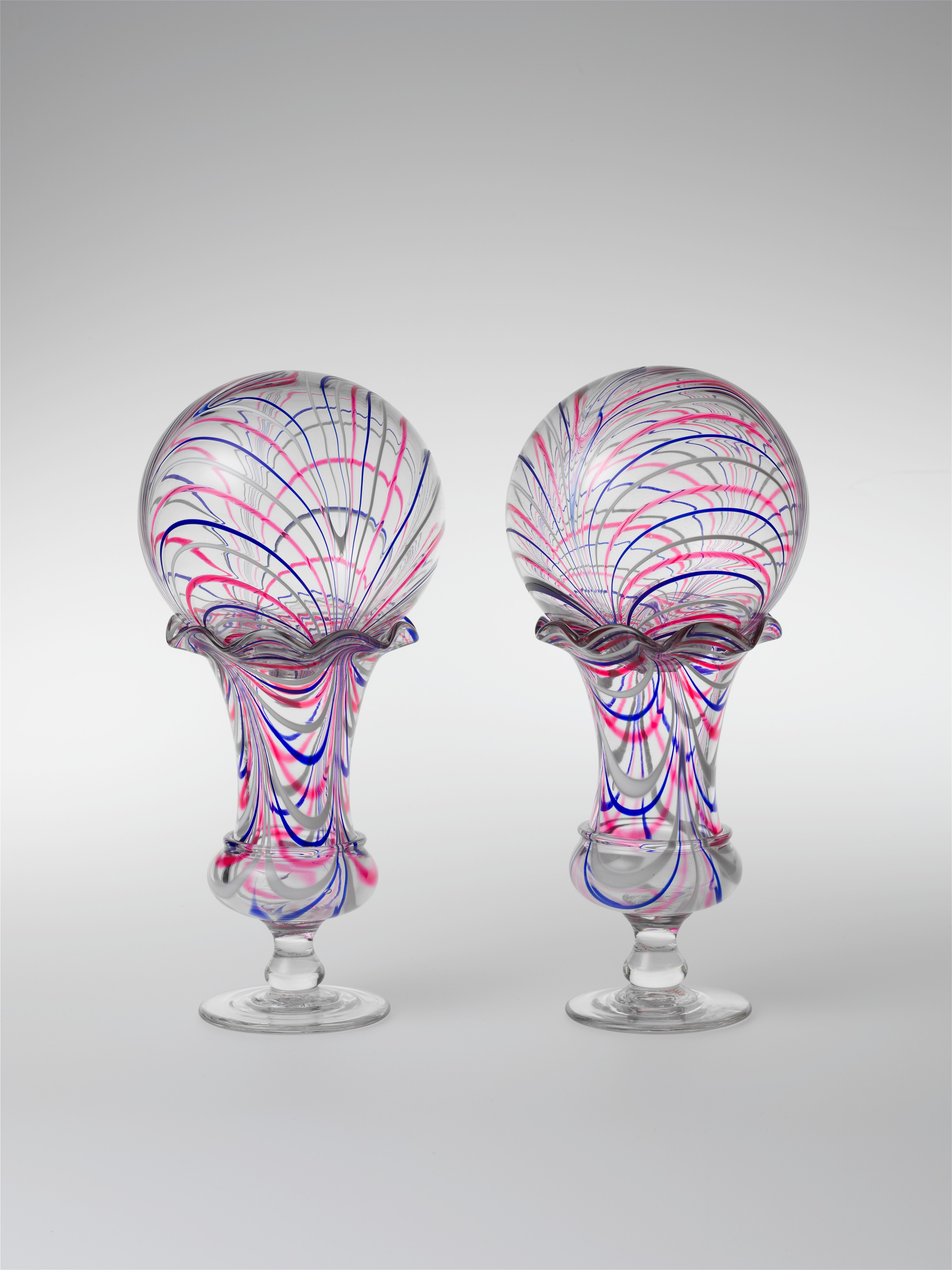
Watch balls & supports, Boston 19e siècle.
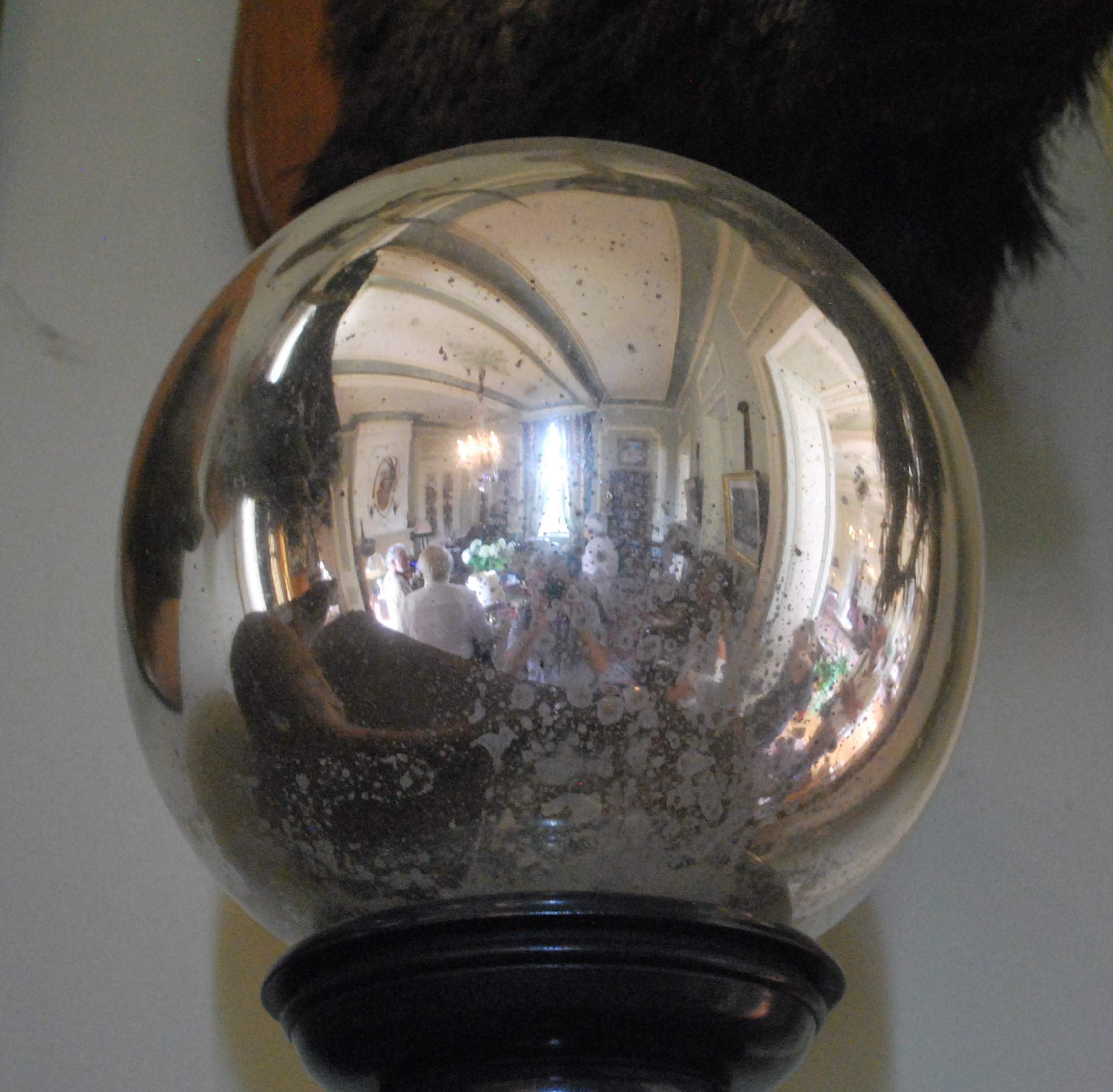

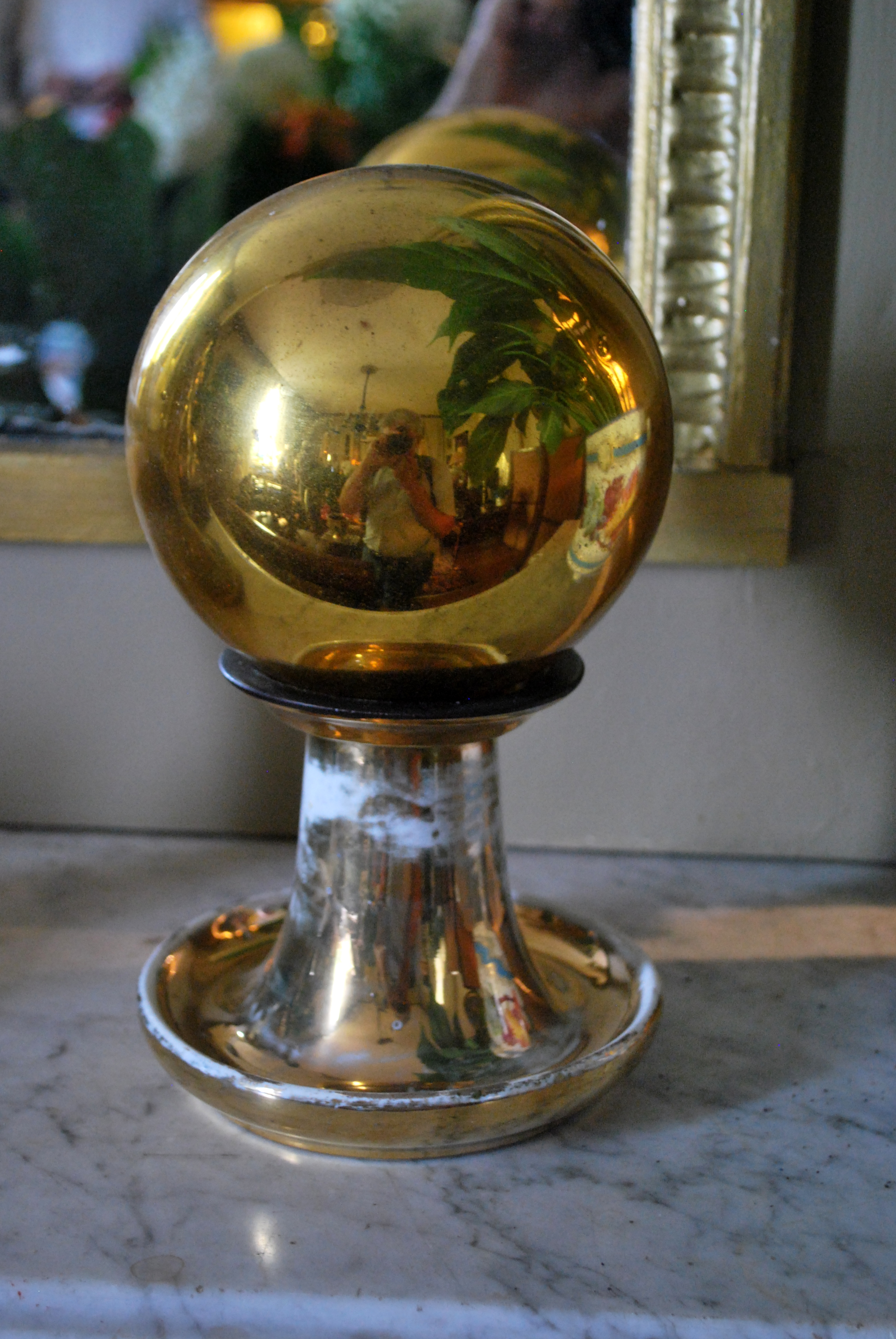
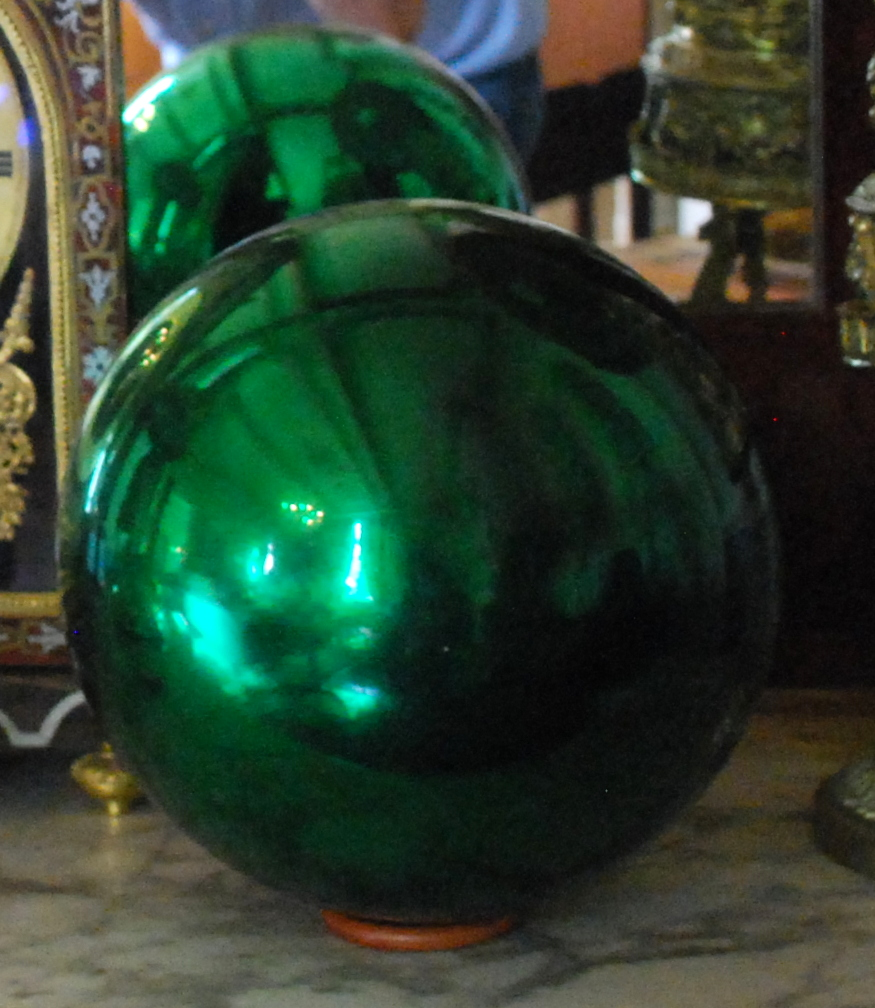
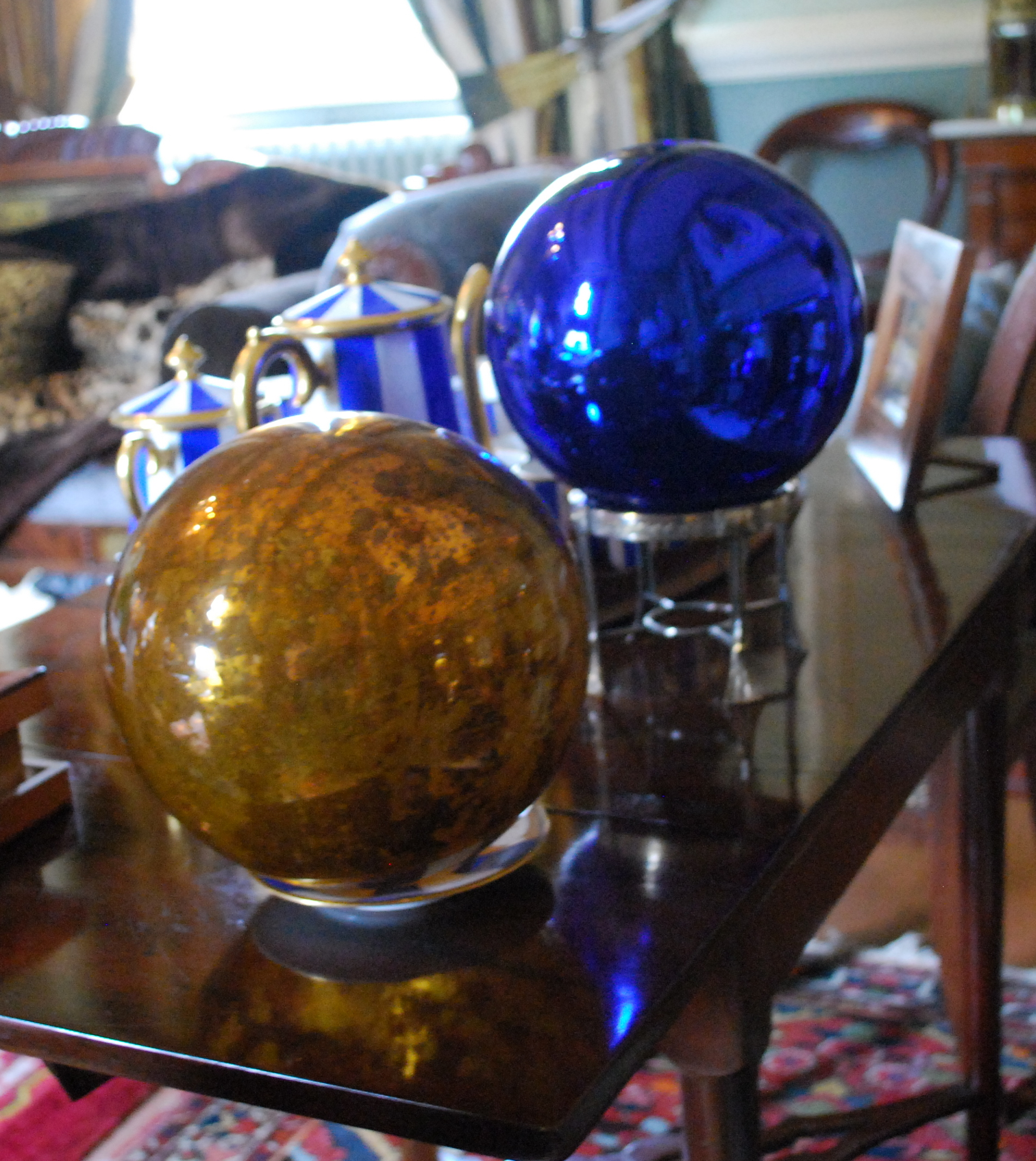
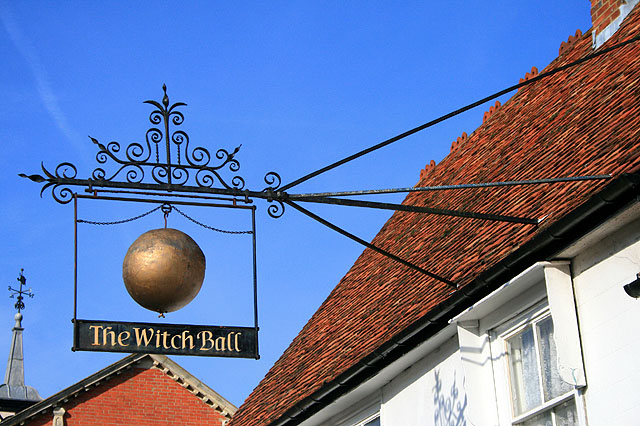
Angleterre : enseigne d'un 'pub'.

### Boule de Noël
|  |

Le dernier avatar d'une watch ball est la boule de Noël : une boule en verre soufflé décorative, appelée Kugel, habituellement utilisée pour « repérer les mauvais esprits », s'affine et rejoint les décorations en général accrochées aux sapins de Noël dans les années 1830. À cette époque, pour leur donner un aspect brillant et un reflet uniforme, ces anciennes boules de Noël sont réalisées en verre mercuré, un verre soufflé recouvert à l'intérieur de nitrate d'argent ou de mercure. Dès 1847, une soufflerie de verre à Lauscha amorce la production de boules de Noël en verre soufflé, puis de manière industrielle et à la chaîne à partir de 1867, grâce à l'utilisation d'une soufflerie utilisant le gaz,.